# Frans Griesenbrock
Frans Griesenbrock (deutscher Name: Franz Wilhelm Griesenbrock; * 23. April 1916 in Bochum; † 12. März 2010 in Vaals, Niederlande) war ein deutscher und in den Niederlanden lebender Bildender Künstler für Christliche Kunst.

## Leben und Wirken
Der in Deutschland geborene und aufgewachsene Griesenbrock absolvierte eine Maler-Ausbildung in der Bochumer Dekorationsfachschule P. Henke sowie bei W Groschop in Essen. Von 1935 bis 1939 studierte er Kunst an der „Academie Beeldende Kunsten Maastricht“ und vertiefte seine Fertigkeiten bei dem Schweizer Bildhauer Pierre Blanc Anschließend lebte und arbeitete er eine Zeit lang in der Stadt Luxemburg, bevor er nach dem Zweiten Weltkrieg seine Studien an der Jan van Eyck Academie in Maastricht fortsetzte. Danach zog er nach Vaals in unmittelbarer Nachbarschaft zu Aachen, wo er seine restliche Lebenszeit verbrachte und seinen Namen auf die niederländische Schreibweise umstellte.
Griesenbrock spezialisierte sich auf Christliche Kunst und wurde vor allem durch seine Kirchenmalereien und Bleiverglasungen bekannt. In zahlreichen Kirchen und Gebäuden in Deutschland und in den Niederlanden, aber auch in der Synagoge von New York City und in San Marino bei Rom befinden sich seine Kirchenfenster.
Für sein Lebenswerk wurde Griesenbrock im Jahr 1990 zum Ritter des Päpstlichen Silvesterordens ernannt.

## Werke (Auswahl)
- 1949/1950: Deckengemälde und Gemälde in der Apsis sowie die Fenster in der Kapelle des Redemptoristenklosters Huis de Esch bei Vaals
- 1950: Fenster in St. Remigius in Simpelveld
- 1950: Relief an der Wallfahrtskirche und Erneuerung der Fenster in der Wallfahrtskirche der Wallfahrtsstätte Moresnet-Chapelle in Moresnet-Chapelle
- 1953: Wandgemälde in der Johannes-der Täufer-Kirche von Rocherath-Krinkelt[2]
- 1956: Maria-Hilf-Altar und Glasmalerei in der Kirche St. Mariä-Verkündigung in Kohlscheid-Bank
- 1956: Glasmalerei eines Fensters von St. Jozef in Simpelveld-Huls
- 1956: Glasfenster in St. Eligius, Büllingen, Belgien
- 1957: Fenster im Camillianenkloster in Roermond
- 1957: Diverse Fenster in der St. Ansgar-Kirche in Flensburg-Mürwik
- 1958: steinernes Kruzifix, ursprünglich im Altarraum des Klosters Heilig-Kreuz Püttlingen, Saar, aufgestellt, wegen seiner Schwere von fast 30 Zentnern wurde es 1964 auf dem Klostergelände umgesetzt[3]
- 1959: Fenster in der St. Hubertuskirche in Sundern-Amecke
- 1960: Christusstatue Herz-Jesu in Hasborn-Dautweiler
- 1961: Fenster und Altartafel in St. Cornelius in Borgharen bei Maastricht
- 1961: Fenster in St. Aloysius in Heinsberg-Oberbruch
- 1962: Fenster in der Heilig-Geist-Kirche in Gütersloh
- 1964: Fenster in der Franziskuskirche in Witten
- 1965: Diverse Fenster in der Kirche Mariä Himmelfahrt in Elmshorn
- 1965: Diverse Fenster in der St. Michael-Kirche in Pinneberg
- 1965: Altarseitenfenster in der St. Ansgar-Kirche in Heiligenhafen
- um 1966: Kirchenfenster in St. Maria-St. Vicelin in Neumünster
- 1967: Diverse Fenster in der Kirche Unbeflecktes Herz Mariens in Wedel
- 1967: Diverse Fenster in der St. Konrad-Kirche in Nortorf
- 1967: Diverse Fenster in St. Antonius von Padua in Plön
- 1969/1970: Diverse Fenster in der St. Marien-Kirche in Kappeln/Schlei
- 1969/1970: Fenster in der St. Josefs-Kirche in Witten-Annen
- 1970: Diverse Fenster in St. Marien in Bordesholm
- um 1970: ein Fenster im Redemptoristenkloster Bonn
- 1974: Diverse Fenster in der Marienkapelle in Büchen
- 1974: Diverse Fenster in der Christus König Kirche in Marne
- 1975: Diverse Fenster in der Kirche Heilig Geist in Kaltenkirchen
- 1975: mehrere Fenster in St. Monulphus und St. Gondulphus in Berg en Terblijt
- 1975: Fenster in der Michaelskirche in Alsdorf-Begau
- 1976/1977: Fenster in der St. Adelgundis-Kirche in Koslar
- 1978: Wandbild und Fenster im Momme-Nissen-Haus auf Pellworm, dem Gemeindehaus der römisch-katholischen Gemeinde[4]
- 1979: Diverse Fenster in der Kirche Maria Meeresstern in Brunsbüttel
- 1979: Diverse Fenster in der Kirche St. Peter und Paul in Eckernförde
- 1981: Diverse Fenster in St. Ansgar in Schleswig
- 1981–1982: Diverse Fenster in der Kirche Heilige Familie in Hamburg-Langenhorn
- 1982: Diverse Fenster in St. Andreas in Büsum
- 1983: Diverse Fenster in St. Ansgar in Meldorf
- 1985–1986: Diverse Fenster in der Kirche Heilig Geist in Lübeck-St. Gertrud
- 1988 und 1997: Ergänzungen und Neuanfertigungen zweier Fenster für St. Paulus in Vaals
- 1990: Kalvariengruppe und Kreuzwegstelen an der Lourdesgrotte in Vaals
- 1999: Fenster an der neuen Gnadenkapelle der Wallfahrtsstätte Moresnet-Chapelle

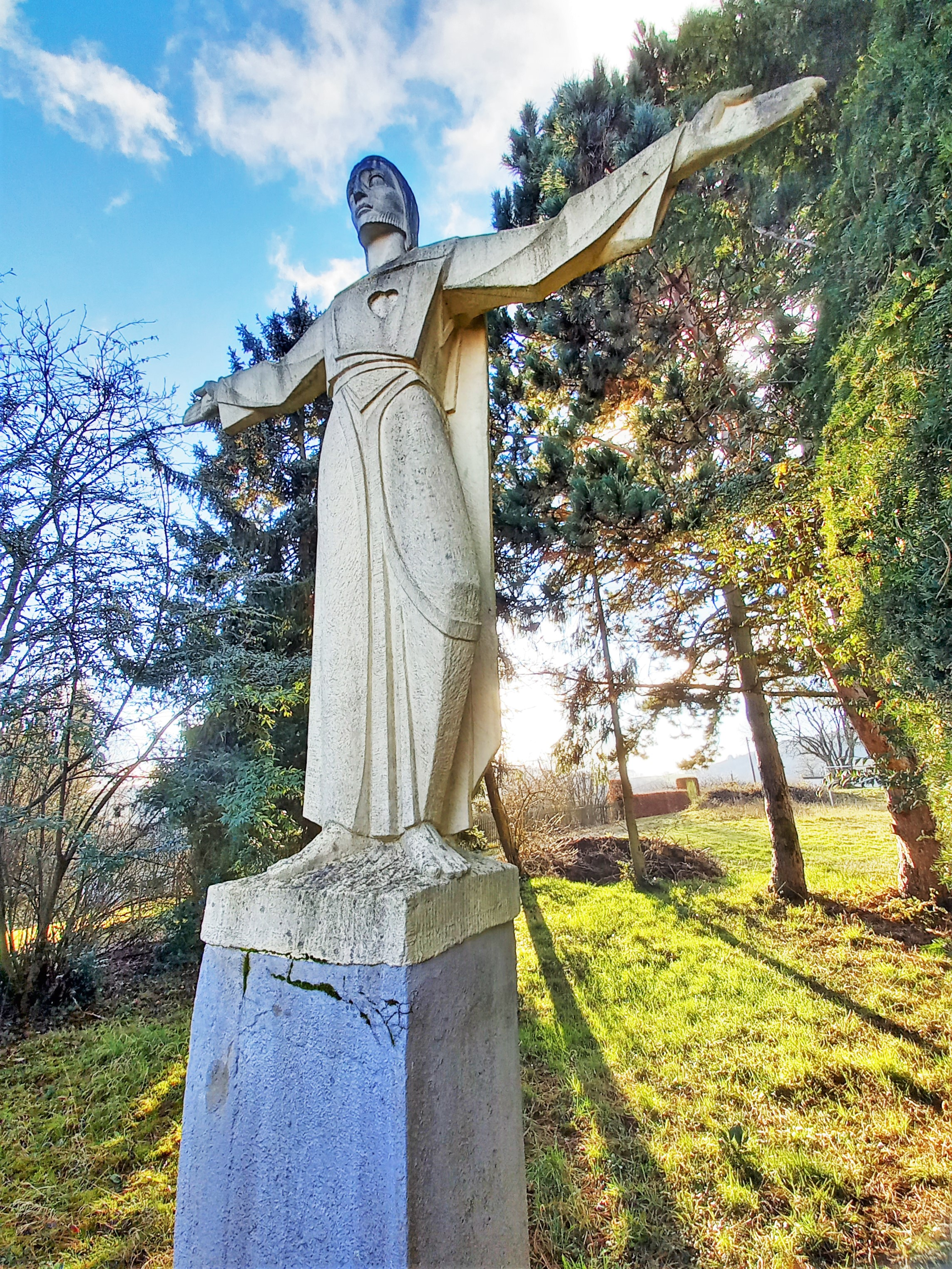
Christusstatue in Hasborn-Dautweiler (1960)
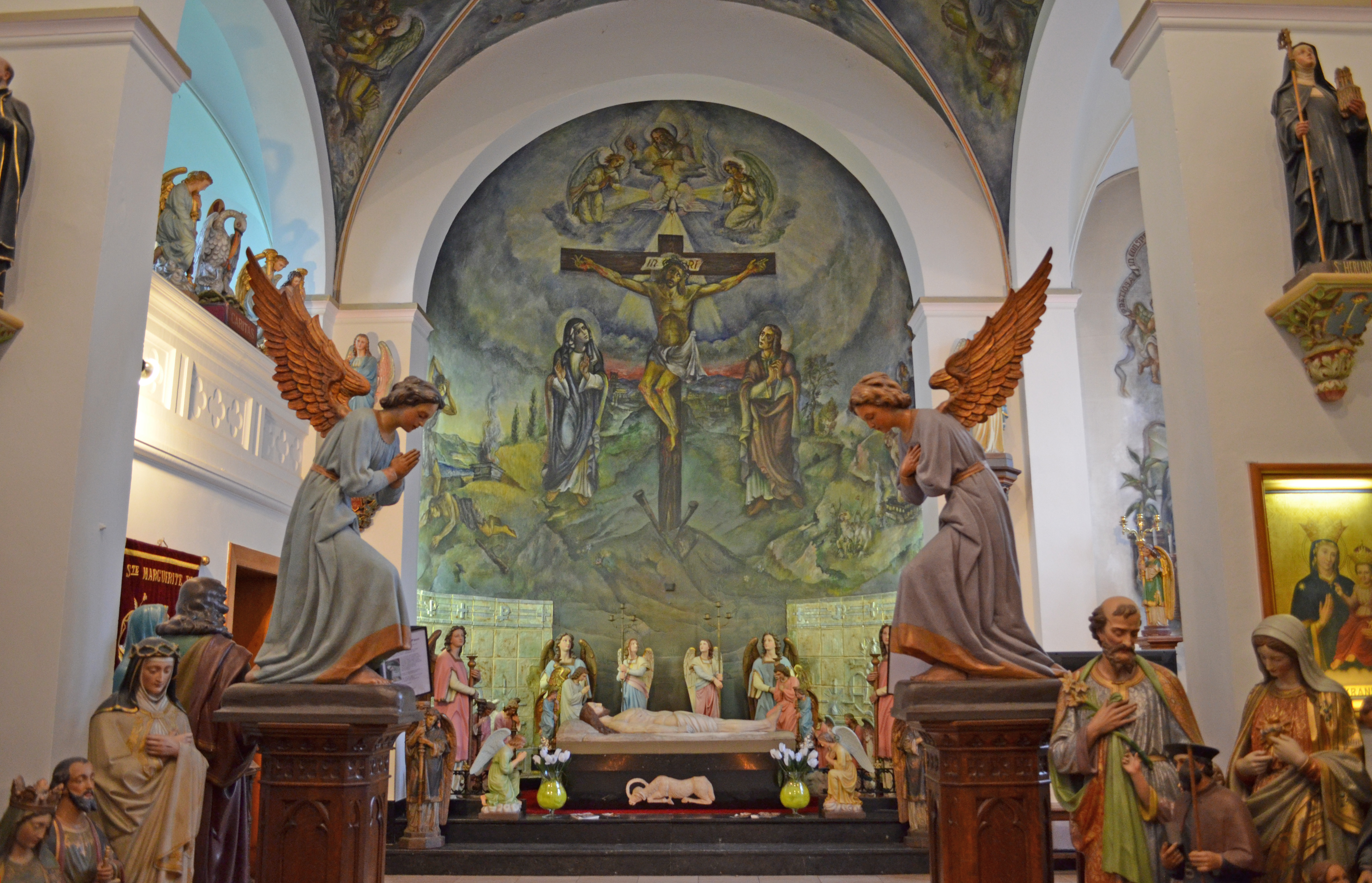
Wandgemälde im Huis de Esch
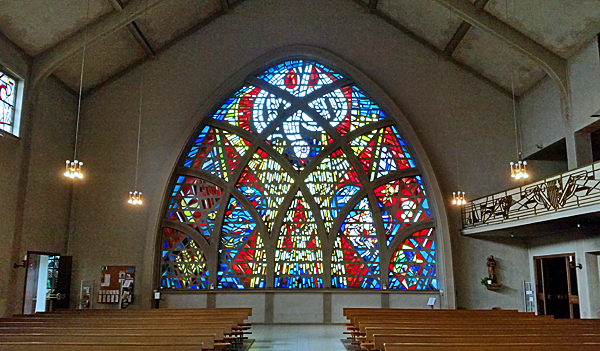
Fenster der Heilig-Geist-Kirche in Gütersloh
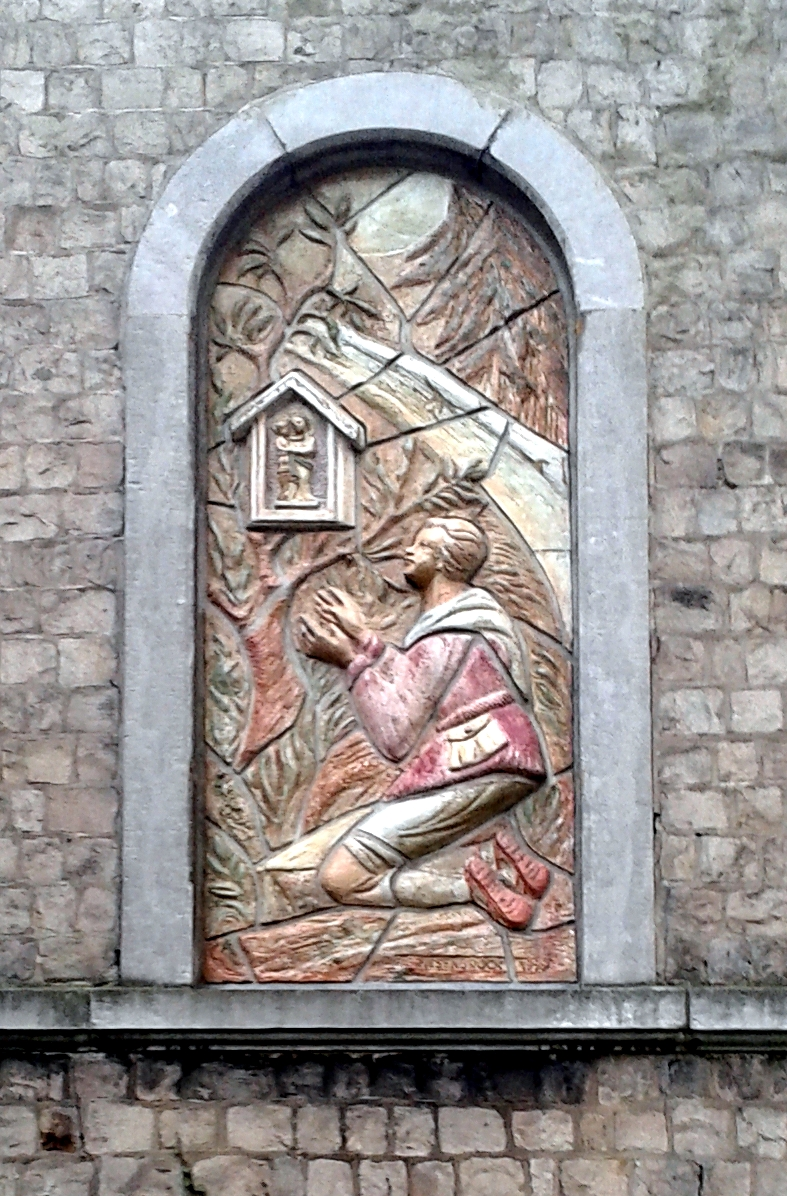
Relief an der Wallfahrtskirche in Moresnet